# 勒皮附近瓦尔斯
勒皮附近瓦尔斯（法語：Vals-près-le-Puy，法語發音：[vals pʁɛ lə pɥi]）是法国上卢瓦尔省的一个市镇，位于该省中南部，属于勒皮区。

## 地理
勒皮附近瓦尔斯（45°1'42"N, 3°52'29"E）面积5.12 平方千米，位于法国奥弗涅-罗讷-阿尔卑斯大区上盧瓦爾省，该省份为法国中南部省份，北起多姆山省和卢瓦尔省，西接康塔爾省，南至洛泽尔省，东临阿尔代什省。
与勒皮附近瓦尔斯接壤的市镇（或旧市镇、城区）包括：塞萨克、埃斯帕利-圣马塞尔、勒皮、多莱宗河畔圣克里斯托夫。
勒皮附近瓦尔斯的时区为UTC+01:00、UTC+02:00（夏令时）。

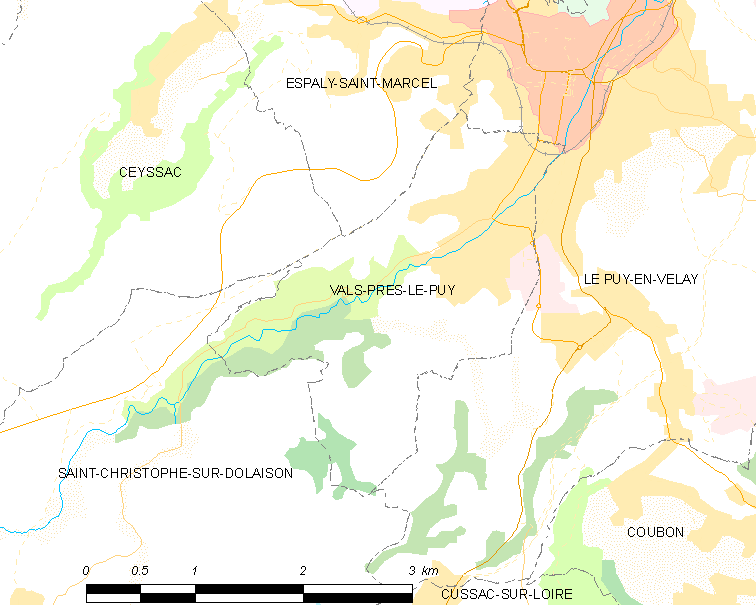
勒皮附近瓦尔斯的OSM定位图

## 行政
勒皮附近瓦尔斯的邮政编码为43750，INSEE市镇编码为43251。

## 政治
勒皮附近瓦尔斯所属的省级选区为勒皮第一县。

## 人口

1962-2008年间勒皮附近瓦尔斯人口变化图示

勒皮附近瓦尔斯于2022年1月1日时的人口数量为3392人。